# Припек (Бургасская область)
Припек (болг. Припек) — село в Болгарии. Находится в Бургасской области, входит в общину Руен. Население составляет 420 человек (2022).

## Политическая ситуация
В местном кметстве Припек, в состав которого входит Припек, должность кмета (старосты) исполняет Шефкед Рашид Якуб (Движение за права и свободы (ДПС)) по результатам выборов правления кметства.
Кмет (мэр) общины Руен — Дурхан Мехмед Мустафа (Движение за права и свободы (ДПС)) по результатам выборов в правление общины.